# Italienische Unabhängigkeitskriege

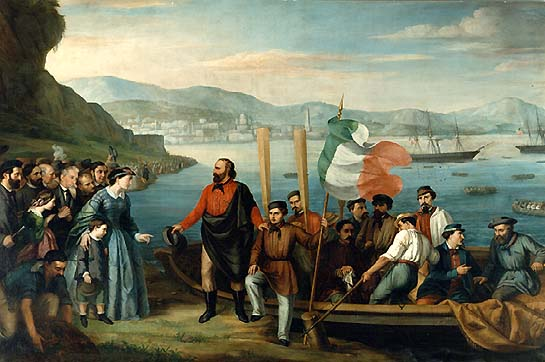
Darstellung von Garibaldis Abreise aus Genua bei Quarto

Die italienischen Unabhängigkeitskriege (italienisch Guerre d’indipendenza italiane) waren drei aufeinanderfolgende Kriege, die im 19. Jahrhundert zwischen den italienischen Staaten unter Vorherrschaft Sardiniens gegen das Kaisertum Österreich ausgetragen wurden. Der zweite Unabhängigkeitskrieg führte 1860 zusammen mit Garibaldis Zug der Tausend zur Gründung des italienischen Nationalstaates. Die drei Kriege waren Teil des Risorgimento und führten schließlich 1870 mit der Besetzung Roms zur vollständigen Einigung Italiens. Ausgenommen davon waren jene Gebiete, die sich noch bis 1918 im Verband von Österreich-Ungarn befanden (etwa Teile von Tirol, Friaul, Triest und Istrien).

## Erster Unabhängigkeitskrieg (1848–1849)

### Märzrevolution 1848

Politische Lage Italiens vor den Unabhängigkeitskriegen

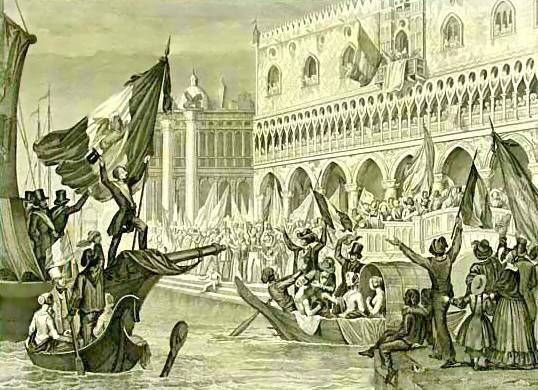
Ausrufung der Republik Venedig am 23. März

In vielen Ländern Europas gab es 1848 Volksaufstände gegen die Restauration des Absolutismus. Doch in Italien und anderen vom Kaisertum Österreich beherrschten Ländern ging es auch um nationale Selbstbestimmung. Aus seinem Exil in London und der Schweiz organisierte Giuseppe Mazzini, der geistige Vater des italienischen Einheitsstaates, die italienischen Arbeiter und agitierte gegen die österreichische Fremdherrschaft in Italien.
Während der Märzrevolution versuchten etliche Städte, darunter Mailand und Venedig, aber auch Gebiete wie das Cadore, die österreichische Herrschaft abzuschütteln. In Mailand nahm der Volksaufstand (fünf Tage vom 18. bis 22. März 1848, daher italienisch Cinque Giornate (di Milano) genannt) unter Carlo Cattaneo so gravierende Ausmaße an, dass sich der österreichische Oberkommandierende Graf Radetzky entschloss, die Stadt zu räumen. Cattaneo war am 19. März in Mailand zum Mitglied eines vierköpfigen Kriegsrates gewählt worden. Es kamen aber schnell die Differenzen zwischen den radikaldemokratischen und den gemäßigteren Revolutionären zu Tage, zu deren letzteren auch der in einem Loyalitätskonflikt gefangene Podesta Graf Gabrio Casati gehörte, der für ein militärisches Eingreifen des Hauses Savoyen eingetreten war.
Das österreichische I. Korps (Wratislaw) räumte die Lombardei vollständig und ging auf das Festungsviereck Mantua-Peschiera del Garda-Verona-Legnago zurück, um dort Verstärkungen abzuwarten. Dank dieses strategisch sehr wichtigen Festungsvierecks konnten sich die Österreicher vorerst am Mincio behaupten, weiterhin ganz Norditalien kontrollieren und zugleich die durch das Etschtal laufenden Verbindungen nach Norden sichern.
Am 22. März 1848 wurde auch in Venedig die österreichische Herrschaft abgeschüttelt und am folgenden Tag eine unabhängige Republik Venedig ausgerufen. Der österreichische Militärgouverneur Graf Zichy kapitulierte und zog mit seinen Truppen ab. Daniele Manin wurde zum Ministerpräsidenten und Minister des Äußern ernannt. Der neapolitanische General Guglielmo Pepe übernahm die militärische Führung, seine Truppen blieben aber im Krieg zwischen Österreich und Sardinien-Piemont neutral.
Bereits am 15. Februar 1848 hatte Großherzog Leopold II. vor dem Druck der nationalen Kräfte in der Toskana eine liberale Verfassung erlassen müssen. Seine Maßnahmen genügten den radikalen Kräften der Bevölkerung aber nicht, weil sie die österreichische Herrschaft vollständig beseitigen wollten.

### Eingreifen Sardinien-Piemonts
Das unabhängige Königreich Sardinien wurde daraufhin von vielen Seiten in Italien aufgefordert, sich an die Spitze der Einigungsbewegung zu stellen und den Moment zu nutzen, um die österreichische Herrschaft in Norditalien abzuschütteln. Am 23. März 1848 erklärte König Karl Albert von Sardinien dem Kaiserstaat Österreich den Krieg. Der sardischen Armee schlossen sich 7.000 Männer aus der Toskana an, 17.000 Soldaten wurden vom Kirchenstaat zur Verfügung gestellt, weitere 16.000 Soldaten vom Königreich beider Sizilien. Diese zusätzlichen Kräfte erreichten den Kriegsschauplatz aber erst mit einiger Verspätung, weswegen zunächst die sardische Hauptarmee unter Karl Albert mit etwa 75.000 Mann allein gegen die österreichische Armee vorging.

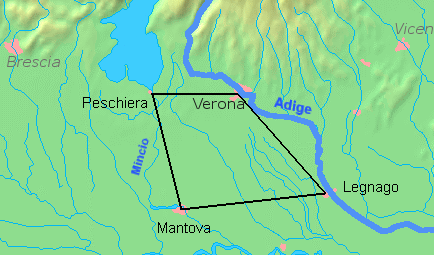
Das österreichische Festungsviereck am Mincio und an der Etsch, der Hauptkriegsschauplatz von 1848

Die Truppen Sardiniens griffen erstmals am 8. April bei Goito die vom Fluss Mincio begrenzte westliche Flanke des österreichischen Festungsvierecks an. In der Zwischenzeit hatte das österreichische II. Korps unter FML d’Aspre über Padua kommend die Festungslinie Verona – Mantua erreicht und Radetzkys Hauptarmee auf 50.000 Mann verstärkt. Weitere Verstärkungen waren unter dem Kommandierenden General in Graz, FZM Nugent aus Innerösterreich im Anmarsch. Der Anmarsch durch das Isonzotal war aber durch die in Vicenza einmarschierende päpstliche Armee unter General Durando verlegt.
Unmittelbar nach der Einnahme des Flussübergangs bei Goito am 8. April gewann die sardische Armee zwei weitere Gefechte bei den weiter nördlich, ebenfalls am Mincio gelegenen Orten Valeggio und Monzambano. Am 13. April begann am nördlichen Abschnitt die Belagerung der Festung Peschiera del Garda. Das sardische 2. Corps unter General de Sonnaz drang in das Festungsviereck ein und erzielte am 30. April in der Schlacht bei Pastrengo einen ersten größeren Erfolg. Am 19. April unternahmen die Piemontesen einen ersten Angriff auf die Forts von Mantua, welcher jedoch fruchtlos blieb, am 21. schlossen die Toscaner unter Generalleutnant d’Arco Ferrari die Festung ein. Durch wiederholte Ausfälle des Festungsführers FML Gorzkowski wurde aber eine enge Zernierung verhindert und die Verbindung mit Verona und Legnago aufrechterhalten.
Am 6. Mai stieß Karl Albert mit 45.000 Mann gegen die westliche österreichische Rideaustellung vor Verona vor. Sein starker Angriff gegen Crocebianca und San Massimo wurde jedoch von Radetzky in der Schlacht von Santa Lucia abgeschlagen. Anfang Mai waren Nugents Verstärkungen den päpstlichen Truppen vor Conegliano ausgewichen und marschierten über die Etsch zum Gardasee vor. Am 14. Mai übernahm der aus Wien kommende FML Heinrich von Heß die Funktion des Chefs des Generalstabes im Hauptquartier Radetzkys in Verona.
In der Schlacht bei Curtatone und Montanara stießen die Österreicher am 29. Mai auf den erbitterten Widerstand von 5.000 Freiwilligen und Studenten der Universitäten von Pisa und Siena. Dies gab Karl Albert die Zeit, um sich auf den südlichen Umfassungsangriff Radetzkys gegen das bei Goito liegende sardische Armeekorps vorzubereiten. Am 30. Mai konnten die Piemonteser unter Generalleutnant Eusebio Bava die Verbände Radetzkys in der Schlacht von Goito zurückschlagen. Infolge des Sieges kapitulierte auch die österreichische Besatzung von Peschiera. König Karl Albert I. von Sardinien wurde spontan zum „König von Italien“ erklärt. Radetzky zog sich mit noch etwa 40.000 Mann hinter den Schutz der Festung Verona zurück.

### Wende
Kurz danach wendete sich das Kriegsglück vollständig. In Frankreich und Österreich gewannen die Konservativen die Oberhand gegen die revolutionären Kräfte zurück.
Radetzky war vorrangig darum bemüht, die drohende Gefahr in seinem Hinterland zu beseitigen und die Verbindungswege durch Venetien zum Isonzo zu öffnen. Am 9. Juni marschierte das Gros des kaiserlichen Heeres unter FML d’Aspre nach Vicenza, brachte in der Schlacht am Monte Berico (10. Juni) die päpstlichen Truppen unter Durando zur Kapitulation und war bis 11. Juni nach Verona zurückgekehrt. Karl Albert hatte den kurzen waghalsigen Abzug der Österreicher nicht bemerkt, zudem war jetzt der Weg für weitere Reserven frei. Der Papst in Rom sah seine durch die Revolution ebenfalls bedrohte Position durch die Rückendeckung Frankreichs wieder verbessert und ordnete den Rückzug seiner Truppen an. Auch der durch interne Revolten selbst bedrohte König Ferdinand II. beider Sizilien beorderte seine Truppen aus Norditalien zurück. Der unentschlossene Karl Albert ließ darauf anderthalb Monate fast tatenlos vergehen.
Mitte Juli versuchte Karl Albert mit einigen Verbänden noch einen Angriff auf die Festung Mantua, wobei ihm bei Governolo ein Erfolg gelang, der seine Armee jedoch noch weiter auseinanderzog und strategisch in eine ungünstige Position brachte.
Am 23. Juli gab der sardische Nordflügel seine Stellungen vor Rivoli gegenüber dem neu etablierten österreichischen III. Korps unter FML Graf von Thurn-Valsassina auf und ging auf Peschiera zurück.
Die Ausdehnung der feindlichen Front nutzte Radetzky, der die Piemontesen am 23. und 24. Juli bei Sona und Sommacampagna konzentriert angriff und schließlich am 25. Juli 1848 in der Schlacht bei Custozza den entscheidenden Sieg errang. Am 26. und 27. Juli begann der ebenfalls über den Mincio zurückgegangene sardische Nordflügel unter General de Sonnaz zwischen Cavriana und Volta mit erfolglosen Gegenangriffen.
Karl Albert musste über den Oglio zurückgehen, am 29. Juli erreichte sein Heer Cremona am 2. August Lodi. In seinem eigenen Territorium, in Genua kam es derweil zu Aufständen gegen seine Herrschaft. Am 6. August konnte das österreichische II. Korps kampflos in das geräumte Mailand einziehen. General Heß schloss mit dem sardischen General Salasco am 8. August 1848 einen Waffenstillstand ab, wonach sich die Truppen Piemonts hinter den Tessin zurückziehen mussten und durch den Österreich seine Herrschaft in Norditalien wiederherstellen konnte.

### Niederlage Sardinien-Piemonts 1849

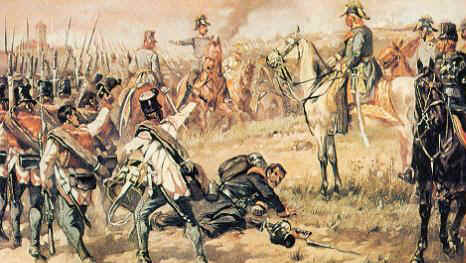
Feldmarschall Radetzky am 23. März 1849, bei Novara

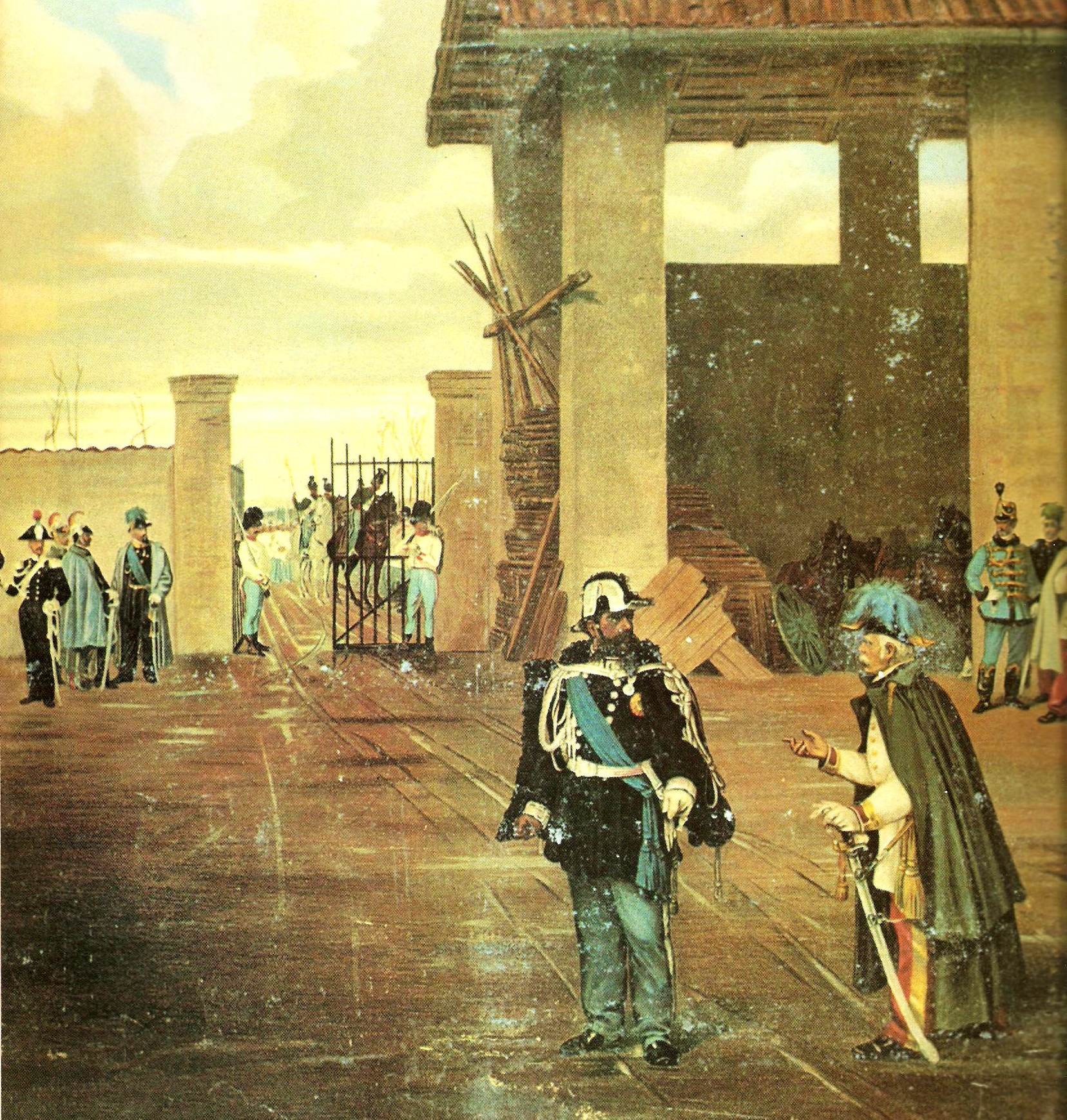
Viktor Emanuel II. begegnet Radetzky anlässlich der Unterzeichnung des Waffenstillstands von Vignale

Doch sowohl in Ungarn als auch in Österreich selbst kam es erneut zu Aufständen, derentwegen im Dezember 1848 Kaiser Ferdinand I. zugunsten seines Neffen Franz Joseph I. abdanken musste (schon im Frühjahr war der allmächtige Minister Metternich nach England geflohen). Daraufhin machte Karl Albert von Savoyen im März 1849 einen erneuten Versuch, Österreich aus Norditalien zu drängen. Nachdem er den eigenen Generälen nicht mehr vertraute, fiel seine Wahl, auch aus politischen Gründen, auf den polnischen General Chrzanowski, der mit dem Oberbefehl über 97.500 Sarden betraut wurde. Obwohl ihm der fähige Stabschef Alessandro La Marmora zur Seite gestellt wurde, war Chrzanowski, der kein Italienisch sprach, ein schwerer Fehlgriff. Karl Alberts alter Widersacher Feldmarschall Radetzky konnte ihm über 73.400 Mann entgegenstellen und ging selbst zur Offensive über. Am 20. März hatten die Österreicher den Ticino überschritten und rückten dem Feind nach Vigevano entgegen. Nachdem die Piemontesen bei Sforzesca einen kleineren Erfolg erzielt hatten, gewann Radetzky am 21. März die Schlacht bei Mortara. Am 23. März 1849 schlug Radetzky in der entscheidenden Schlacht bei Novara mit 45.000 Mann etwa 54.000 Sarden, und entschied so den Feldzug endgültig für Österreich. Der gedemütigte Karl Albert dankte zugunsten seines Sohnes Viktor Emanuel II. ab, der am 24. März dem Waffenstillstand von Vignale zustimmen und am 26. März persönlich unterzeichnen musste. Förmlich endete der Kriegszustand am 6. August 1849 mit dem Mailänder Frieden; dessen vergleichsweise milden Bedingungen erlegten Sardinien-Piemont eine Kriegsentschädigung von 65 Millionen Francs auf, verzichteten jedoch auf Annexionen.
Es war deutlich geworden, dass das kleine Königreich Sardinien die Donaumonarchie nicht ohne umfangreiche Vorbereitungen und vor allem nicht ohne einen großen Verbündeten militärisch zum Rückzug zwingen konnte. Dies hielt andere aber nicht davon ab, weiterhin für die Unabhängigkeit Italiens zu kämpfen. Am 23. März 1849, dem Tag der Niederlage der Sardischen Armee in der Schlacht bei Novara, begann in der lombardischen Stadt Brescia ein zehntägiger Volksaufstand. Den Österreichern gelang es erst am 1. April, nach dem Eintreffen eines kompletten Armeekorps unter dem Befehl von Julius von Haynau, den Widerstand zu brechen. Der österreichische Befehlshaber, General Johann Graf von Nugent, fiel bei den Kämpfen.

### Entwicklung in Venedig, der Toskana und auf Sizilien
In Venedig versuchte man am 27. Oktober 1848 von der Porto Marghera aus Mestre zu erobern, 2300 Mann schlugen dabei eine österreichische Einheit unter Generalmajor Mitis und brachten den Ort in ihre Gewalt. Die Österreicher konnten erst am 4. Mai 1849 den konzentrierten Angriff zur Rückgewinnung Venedigs beginnen. Vom 4. bis 26. Mai wurde Fort Marghera belagert und schließlich erobert. Am 17. Mai wurde General Haynau an den Kriegsschauplatz nach Ungarn abberufen und Graf von Thurn übernahm die Zernierung der Lagunenstadt. Am 29. Juli begann das Bombardement auf die Stadt, von österreichischer Seite kamen auch Heißluftballone mit Brandbomben zum Einsatz (der erste Luftangriff der Weltgeschichte). Die Venezianer ergaben sich erst am 24. August 1849, nachdem die österreichische Belagerung zu Land und See zu Hungersnöten und Epidemien geführt hatte.
Großherzog Leopold II. von Toscana musste im Februar 1849 sein Land verlassen. In Florenz wurde eine provisorische republikanische Regierung etabliert, die sich kurzzeitig mit der zur selben Zeit im Kirchenstaat etwa fünf Monate lang bestehenden revolutionären Römischen Republik verbündete.
Auf Sizilien führte Ruggiero Settimo seit der Märzrevolution 1848 in Palermo den Volksaufstand gegen die Bourbonen in Neapel an und leitete 16 Monate lang eine unabhängige Revolutionsregierung. Auch König Ferdinand II. befahl Ende August 1848 die Rückeroberung des abgefallenen Sizilien. General Filangieri setzte am 1. September mit etwa 14.000 Mann bei Reggio über und konnte Messina nach viertägiger Beschießung bis 8. September zur Übergabe zwingen. In Palermo wählten die sizilianischen Separatisten Ruggiero Settimo zum Staatsoberhaupt und beauftragten den polnischen General Ludwik Mierosławski mit der Verteidigung der Unabhängigkeit. Nach der Wiederaufnahme des Krieges im Frühjahr 1849 täuschte die neapolitanische Marine eine Landung an der Küste von Cefalù vor, operierte aber mit den Hauptkräften in Richtung Süden. Filangieris Truppen siegten bei Taormina, nahmen am 7. April Catania ein, kurz darauf auch Syrakus und Noto. Die demoralisierten Sizilianer gingen auf Palermo zurück, wohin ihnen Filangieris Truppen folgten und auch diese Stadt bis zum 15. Mai 1849 zur Übergabe zwangen.

### Aufstand in Rom

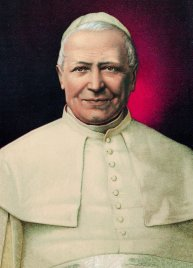
Pius IX.

Auch in Rom kam es zum Aufstand. Nach der Ermordung des päpstlichen Innen-, Polizei- und Finanzministers Pellegrino Rossi durch revolutionäre Rebellen am 15. November 1848 sah sich Papst Pius IX. am 23./24. November zur Flucht aus Rom veranlasst und setzte sich nach Gaeta ab. Am 9. Februar 1849 rief Giuseppe Mazzini die Römische Republik aus, die eine der fortschrittlichsten Verfassungen ihrer Zeit erhielt. Von seinem neapolitanischen Exil aus blieb der Papst bemüht, seine weltliche Herrschaft wiederherzustellen. Die päpstliche Diplomatie hatte schließlich Erfolg, als sich Louis Napoléon, der Präsident der 1848 wiedererstandenen französischen Republik, zu einer militärischen Intervention entschloss. Unter dem Befehl von General Oudinot landeten französische Truppen im päpstlichen Kriegshafen von Civitavecchia und marschierten auf Rom, das von Freiwilligen unter Giuseppe Garibaldi verteidigt wurde. Die Franzosen griffen von Westen aus an und trafen auf dem Gianicolo, einem Höhenzug südlich des Petersdoms, auf Garibaldi. Von dort aus entwickelte sich in der Stadt ein erbitterter Häuserkampf, der den ganzen Monat Juni des Jahres 1849 andauern sollte. Besonders um die Porta San Pancrazio und die Villa Doria Pamphili wurde heftig gekämpft. Viele berühmte Persönlichkeiten der italienischen Freiheitsbewegung fielen hier. Angesichts der hoffnungslosen Lage kapitulierte die Römische Republik schließlich am 2. Juli 1849. Garibaldi konnte noch vorher mit etlichen Freiwilligen aus Rom ausbrechen, löste dann seine kleine Armee aber in der Republik San Marino auf. Während des Versuchs, das noch kämpfende Venedig zu erreichen, starb seine Frau. Er selbst entging seinen österreichischen Verfolgern nur knapp und floh schließlich nach Amerika.

## Zweiter Unabhängigkeitskrieg (1859)

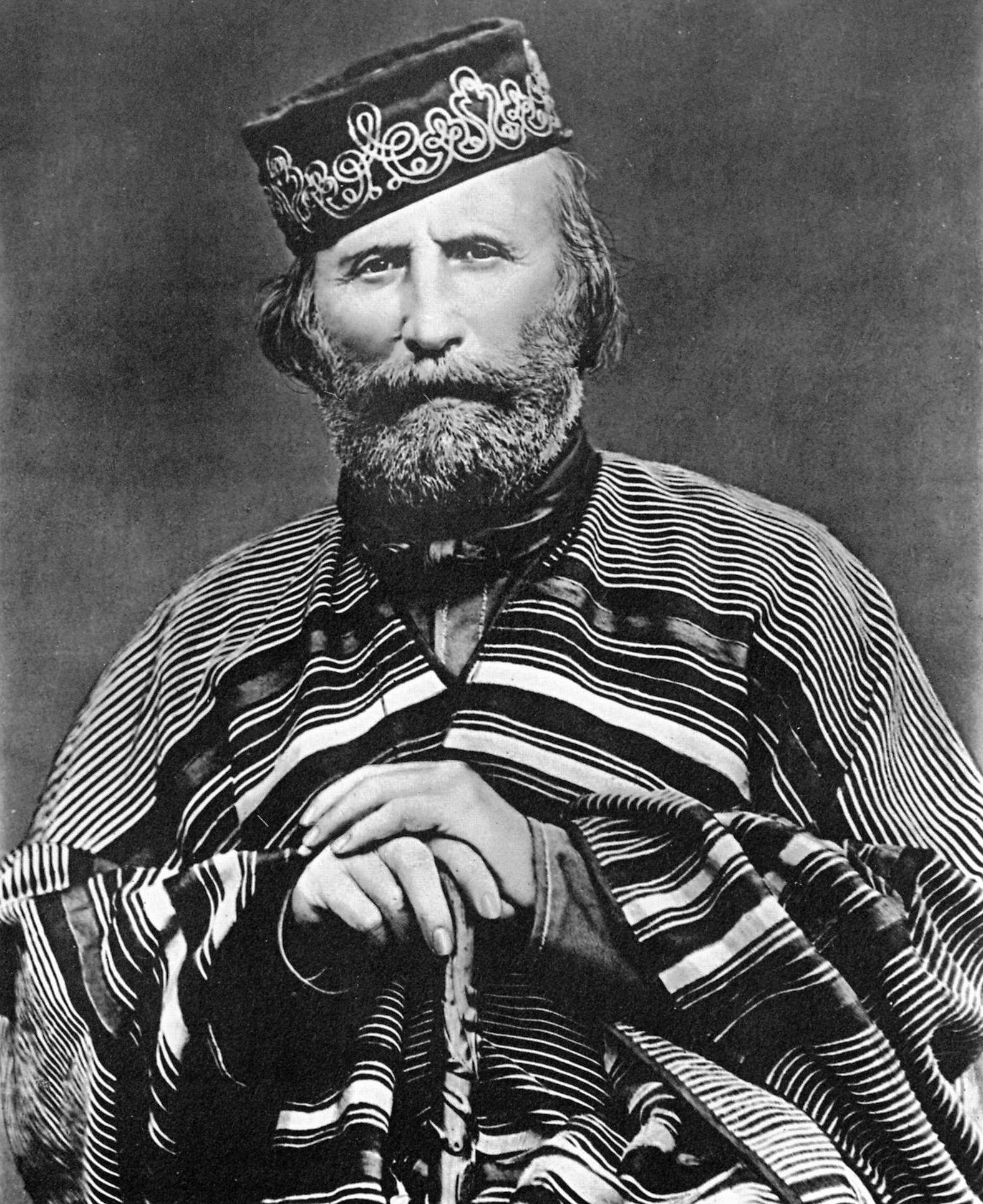
Giuseppe Garibaldi

Nach den Erfahrungen der Revolutionen und Kämpfe der Jahre 1848 und 1849 leitete man im Königreich Sardinien eine Phase der Reformen und der politischen und militärischen Vorbereitungen für einen erneuten Einigungsversuch ein. Diese Politik wurde maßgeblich vom neuen Ministerpräsidenten Camillo Benso von Cavour gestaltet. Durch die Beteiligung am Krimkrieg gelang es ihm, die italienische Frage auf die politische Agenda der Regierungen Frankreichs und des Vereinigten Königreiches von Großbritannien und Irland zu bringen, die er als Verbündete im Kampf gegen die damalige europäische Großmacht Österreich als unverzichtbar erachtete. 1858 schloss er mit Napoléon III. in Plombières-les-Bains einen Geheimvertrag, der für den Fall eines österreichischen Angriffs die Unterstützung Frankreichs vorsah. Im Gegenzug sollte das Königreich Sardinien sein Stammland Savoyen und die Grafschaft Nizza an Frankreich abtreten. In Absprache mit der französischen Regierung gelang es Cavour im Frühjahr 1859, Österreich zum Angriff auf das Piemont zu provozieren. Dies legitimierte die französische Teilnahme am Sardischen Krieg.
Im März 1859 marschierte der 1854 erneut nach Italien zurückgekehrte italienische Freiheitsführer Giuseppe Garibaldi mit 3000 Alpenjägern an der südlichen Grenze der Lombardei auf. Am 26. Mai konnte er eine österreichische Brigade bei Varese zurückwerfen. Seine unerfahrenen Freiwilligen wurden aber am 15. Juni bei Treponti durch eine österreichische Brigade unter FML Urban überraschend angegriffen und zerstreut. Die französische Armee war etwa 170.000 Mann stark und wurde von Kaiser Napoleon III. selbst nach Italien geführt. Die verbündete Armee Sardiniens umfasste 65.000 Soldaten und stand unter Führung des Generalstabschef Alfonso La Marmora. Am 29. Mai eröffneten die Armeen Sardiniens und Frankreichs ihre Angriffe. Nach den Schlachten von Montebello (21. Mai), San Fermo (26./27. Mai), Palestro und Vinzaglio (30. Mai) war der Weg der Verbündeten nach Mailand frei. Die Schlachten von Magenta (4. Juni), Melegnano (8. Juni) und der entscheidende Sieg bei San Martino und Solferino am 24. Juni beendete die österreichische Herrschaft in der Lombardei.
Frankreich zog sich in der Folge aus politischen Gründen zurück, weswegen Österreich weiterhin Venetien, das Trentino und Julisch Venetien behielt, was sieben Jahre später den Dritten Italienischen Unabhängigkeitskrieg auslösen sollte. Nach dem Vorfrieden von Villafranca beendete der Frieden von Zürich am 10. November 1859 den Sardinischen Krieg.
Trotz des Drängens nationaler Kräfte zog Großherzog Leopold II. von Toskana wegen seiner verwandtschaftlichen Verbindung zum Haus Habsburg-Lothringen nicht gegen Österreich in den Krieg. Daraufhin brach auch in Florenz eine Revolution aus, in deren Folge die großherzogliche Familie nach Bologna fliehen musste und sich von da aus ins Exil nach Wien begab. Am 21. Juli 1859 dankte er zu Gunsten seines Sohnes Großherzog Ferdinand IV. von Toskana ab, konnte jedoch nicht verhindern, dass die Toskana im Zuge der Einigung Italiens nach dem eindeutigen Ergebnis einer Volksabstimmung 1860 an das Königreich Sardinien angeschlossen wurde. Damit endete die Herrschaft des Hauses Habsburg-Lothringen-Toskana.

### Ende des Königreiches Neapel
Garibaldi bereitete jetzt auch das Ende der bourbonischen Herrschaft in Süditalien vor. Am 5. Mai 1860 segelte der Zug der Tausend von Genua aus nach Süden, um das Königreich Sizilien und Neapel zu erobern. Am 11. Mai landete Garibaldi bei Marsala, am Westzipfel Siziliens. In der Schlacht von Calatafimi schlugen seine Rothemden am 15. Mai 1860 die Truppen des dreifach überlegenen neapolitanischen Generals Francesco Landi. Ein ausbrechender Volksaufstand in Palermo begünstigte seinen schnellen Vormarsch auf Messina. Nach der Schlacht von Milazzo (17. bis 24. Juli) befand sich ganz Sizilien unter seiner Kontrolle. Der neapolitanische General Carlo Filangieri versuchte noch 40.000 Soldaten in einem Brückenkopf bei Messina gegen die Eindringlinge zusammenziehen, doch der schwache König Franz II. konnte sich angesichts der Unzuverlässigkeit seiner Truppen nicht zu energischen Operationen durchringen. Der kampflose Einzug Garibaldis in Neapel erfolgte am 7. September. Am 1. Oktober 1860 besiegten seine Truppen in der Schlacht am Fluss Volturno das zahlenmäßig weit überlegene Heer des Königreich beider Sizilien; damit war das Ende des Königreichs Neapel besiegelt.

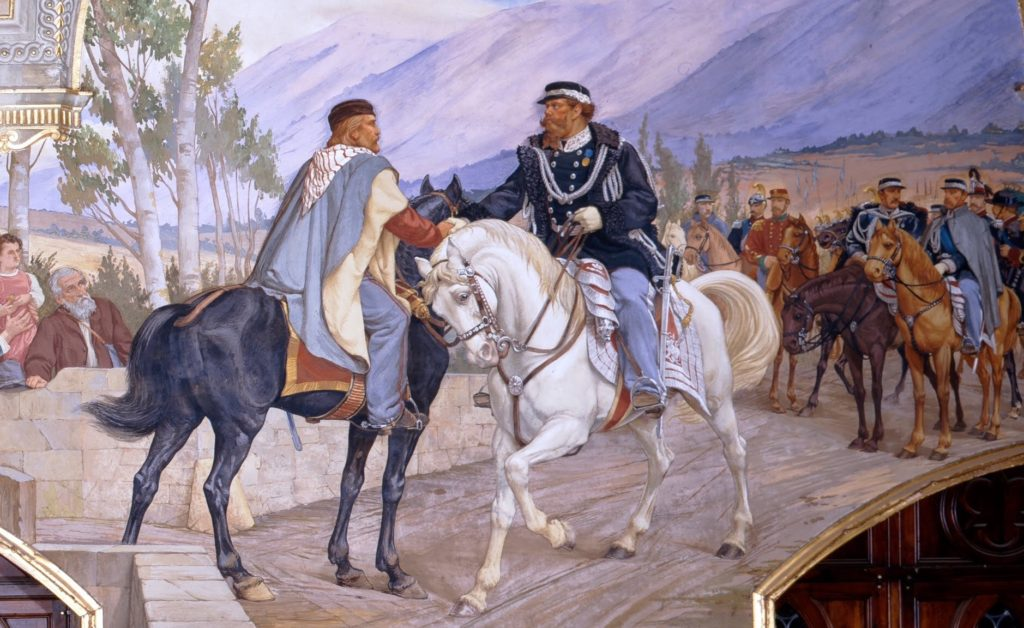
Der Handschlag auf der Brücke am Teano am 26. Oktober 1860

Die Erfolge Garibaldis gefährdeten die Führungsrolle Sardinien-Piemonts bei der Einigung Italiens. In den liberalkonservativen Kreisen um Graf Camillo Cavour befürchtete man eine neapolitanische Republik und, ähnlich wie bei der Niederschlagung der Römischen Republik von 1849, neue ausländische Interventionen, falls Garibaldi bis nach Rom vordringen sollte. Savoyen vereinbarte mit Napoléon III. dessen Billigung der Eroberung Umbriens und der zum Kirchenstaat gehörenden Marken, um Garibaldi zuvorzukommen. Am 26. Oktober 1860 fand am Teano bei Neapel das legendäre Treffen zwischen Viktor Emanuel II. und Garibaldi statt, bei dem Letzterer den piemontesischen Monarchen als „König von Italien“ begrüßte und anerkannte. Am 18. September 1860 schlugen die piemontesischen Truppen des Generals Enrico Cialdini die päpstlichen Truppen der Generale De Pimodan und Louis Juchault de Lamoricière bei Castelfidardo (Ancona) und besetzten den Kirchenstaat. Rom und seine Umgebung blieben aus politischen Gründen weiterhin unangetastet. Beim Weitermarsch der Sarden nach Süditalien stellten sie klar, dass sich Garibaldi mit seinen Freischaren der Regierung in Turin unterordnete. Der aus Neapel geflohene König Franz II. fand Zuflucht auf der Festung Gaeta, die General Schumacher verteidigte. Schließlich wurde auch Gaeta von den Sarden beschossen und bombardiert. Hunger und Seuchen in der seit dem 5. November 1860 belagerten Festung erschwerten die Verteidigung.
Franz II. unterzeichnete gegenüber General Enrico Cialdini am 13. Februar 1861 die Kapitulation und ging ins Exil; die auf Sizilien noch gehaltene Zitadelle von Messina wurde am gleichen Tag übergeben.

### Proklamation des Königreiches
Der von Cavour politisch sehr geschickt eingeleitete Krieg gegen Österreich und die zugleich auf wirksame Weise aufgefangene Bewegung Garibaldis ermöglichte die Einigung Italiens unter der Herrschaft des Hauses Savoyen. Am 18. Februar 1861 eröffnete Cavour in Turin das erste vereinigte Parlament, das Viktor Emanuel am 17. März des Jahres zum ersten König von Italien proklamierte. Vorläufiger Regierungssitz wurde die bisherige sardinisch-piemontesische Hauptstadt Turin. Rom wurde von den Nationalisten aber als natürliche Hauptstadt Italiens angesehen und blieb daher weiterhin das Ziel Garibaldis. Am 29. August 1862 wurden seine Freischaren in der Schlacht am Aspromonte durch königliche Truppen unter Pallavicini zurückgeschlagen, Garibaldi wurde dabei schwer verwundet und musste sich auf sein Domizil auf der Insel Caprera zurückziehen.

## Dritter Unabhängigkeitskrieg (1866)

General Alfonso La Marmora

Der preußische Ministerpräsident Bismarck versuchte Österreich aus dem Deutschen Bund zu drängen. Er konnte das mit Frankreich freundschaftlich verbundene Italien für seine Pläne gewinnen. Ein auf Druck Frankreichs unterbreitetes Angebot Österreichs, Venetien freiwillig abzutreten, kam zu spät. Im Dritten Italienischen Unabhängigkeitskrieg von 1866 endete ein neuer italienischer Versuch, Venetien zu erobern, zwar mit einer militärischen Niederlage gegen Österreich, aber schlussendlich doch mit dem angestrebten territorialen Erfolg.
Bereits am 8. April 1866 hatte Bismarck mit dem italienischen Vertreter, General Govone, ein auf drei Monate befristetes geheimes Angriffsbündnis gegen Österreich abgeschlossen. Österreich wiederum handelte sich am 12. Juni in einem Geheimvertrag mit Napoleon III. die französische Neutralität aus. Dafür würde Frankreich, im Falle eines österreichischen Sieges, Venetien erhalten.

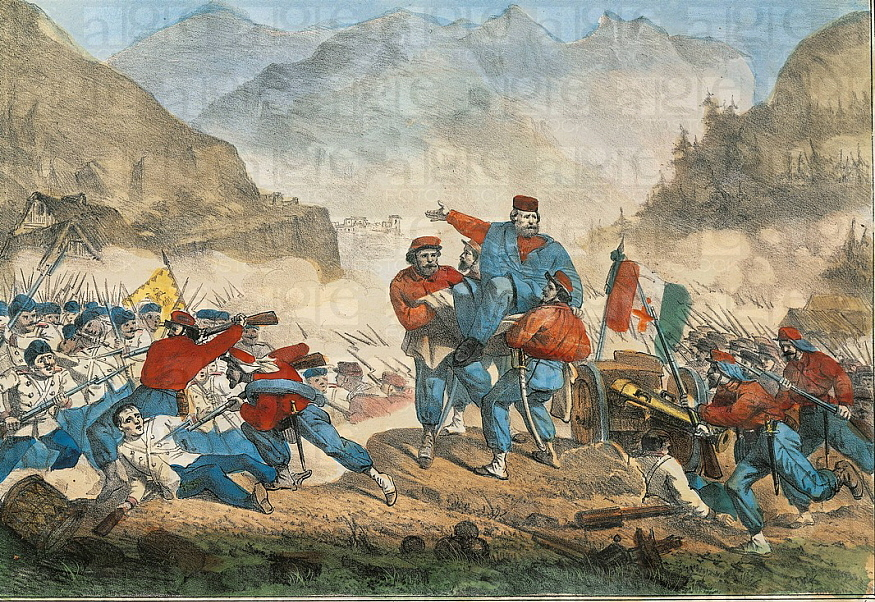
Garibaldi während der Schlacht von Bezzecca, 21. Juli 1866

Italien mobilisierte seine Truppen und erklärte Österreich am 20. Juni 1866 den Krieg. Am 24. Juni besiegte Erzherzog Albrecht von Österreich mit 74.000 Mann die etwa 84.000 Mann starke italienische Mincio-Armee unter dem piemontesischen Oberbefehlshaber General Alfonso La Marmora in der Zweiten Schlacht bei Custozza. Österreich verlor dabei 4.650 Mann, davon 1.200 Tote, die Italiener hatten Verluste von über 8.000 Soldaten, aber nur 600 Tote. Die Italiener kämpften in diesem Feldzug nicht konzentriert und verzichteten nach dem ersten Misserfolg auf einen möglichen Gegenangriff. Die nicht im Kampf gestandene 2. Armee unter General Cialdini hatte auf die Nachricht von der Niederlage La Marmoras den Po-Übergang an der Panaro-Mündung vollzogen und marschierte der geschlagenen Hauptarmee am rechten Flussufer hilfreich entgegen, ein zweiter Waffengang wäre möglich gewesen.
Aus ähnlichen Gründen verlor die italienische Marine unter Admiral Carlo Persano am 20. Juli auch die anschließende Seeschlacht von Lissa gegen die Österreicher unter Tegetthoff. Die österreichische Flotte gewann diesen Seekampf, weil die entscheidenden Befehle ohne Verzögerung gegeben wurden, der Schlachtplan hervorragend ausgearbeitet war und die Mannschaften gut ausgebildet waren. Den einzigen italienischen Erfolg im Krieg von 1866 erfochten die Freischaren unter Garibaldi am 21. Juli in der nordwestlich des Gardasees gelegenen Bezzecca gegen die Österreicher unter General Kuhn.
Nachdem das mit Italien verbündete Preußen am 3. Juli 1866 in der Schlacht von Königgrätz gesiegt hatte, musste Österreich Venetien trotz seiner militärischen Erfolge im Süden an Frankreich (das eine – wenn auch nicht unbedingt neutrale, sondern eher mit Italien sympathisierende – Vermittlerrolle einnahm) abtreten. Die Herauslösung des lombardo-venetianischen Königreichs aus der österreichischen Monarchie wurde im Vorfrieden von Nikolsburg vom 26. Juli 1866 vereinbart und mit dem Prager Frieden vom 23. August 1866 verbindlich. Frankreich reichte diese Territorien an das Königreich Italien weiter. Italienische Truppen konnten kampflos in Venetien einmarschieren. Im Wiener Frieden zwischen Italien und Österreich vom 3. Oktober 1866 wurde Venetien als italienischer Besitz bestätigt.

## Ende der Unabhängigkeitskriege (1870)

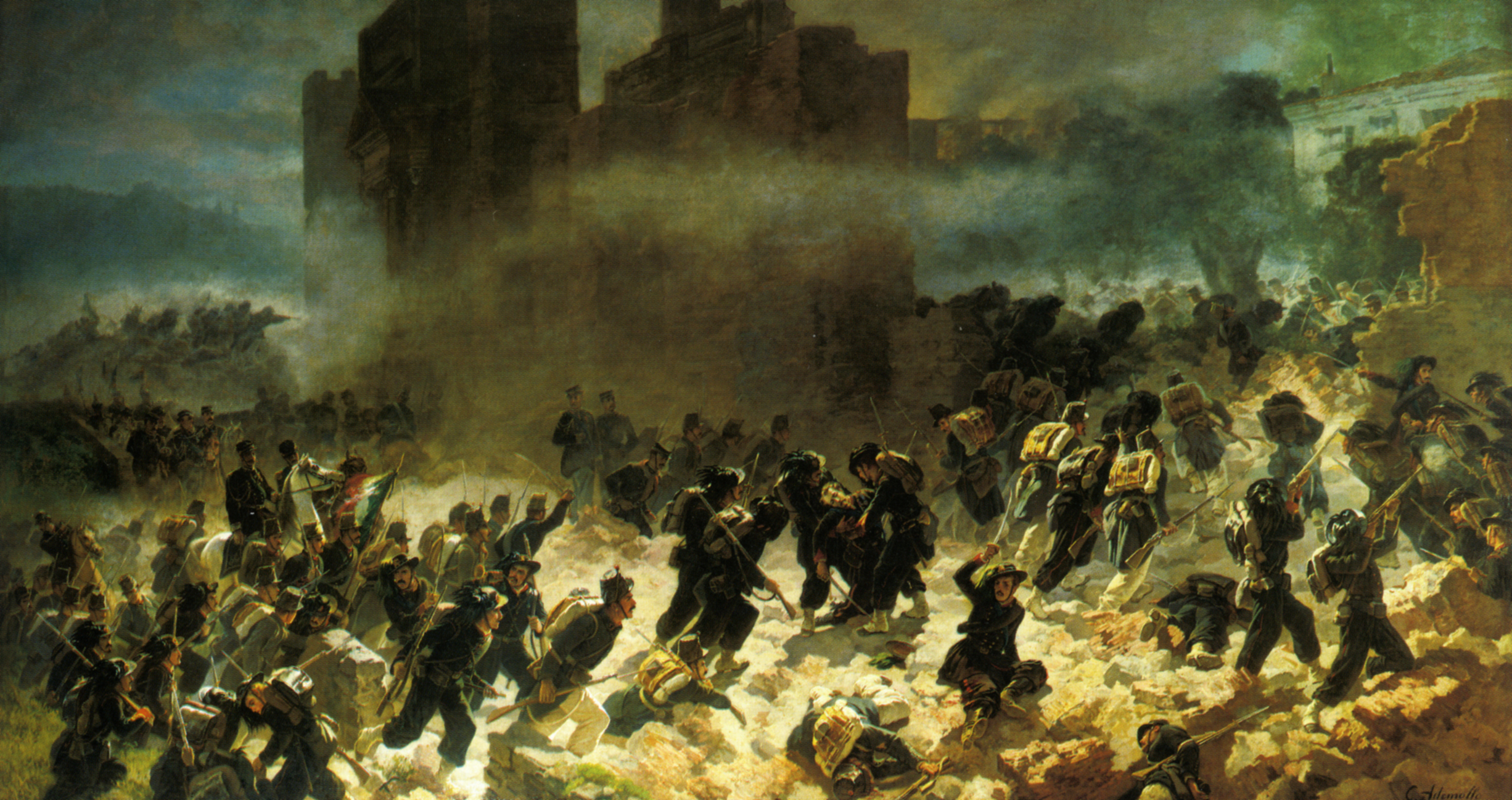
Im September 1870 eroberten Bersaglieri Rom und vollendeten damit die Einigung Italiens

Garibaldis Einheiten wurden am 3. November 1867 bei einem neuerlichen Versuch, Rom zu besetzen, durch Truppen des Papstes unter General Hermann Kanzler und französische Hilfstruppen unter General Balthazar de Polhès bei Mentana zurückgeschlagen.
Die Italienischen Unabhängigkeitskriege endeten im September 1870 mit der Eroberung Roms (20. September, Breccia di Porta Pia) durch Truppen unter General Raffaele Cadorna. Wegen des Deutsch-Französischen Kriegs konnte Frankreich den Papst nicht wie vereinbart schützen.
Der Kirchenstaat hatte aufgehört zu existieren, der Papst besaß jetzt kein eigenes Staatsgebiet mehr. Er betrachtete sich – unter nomineller Wahrung seiner Rechte – als „Gefangener im Vatikan“. Italien respektierte die Vatikanstadt zwar als quasi exterritorial, der Rechtsstatus blieb aber formell ungeklärt. Der Konflikt zwischen Kirche und dem Staat Italien (Römische Frage) blieb daher bestehen und wurde erst 1929 durch die Lateranverträge endgültig gelöst.
Aus der Sicht des späteren italienischen Irredentismus endeten die Italienischen Unabhängigkeitskriege erst mit dem Ersten Weltkrieg, da bis 1918 die Gebiete um Triest und Trient mit einer überwiegend italienischsprachigen Bevölkerung noch nicht zu Italien gehörten.